# Willy Grothe
Willy Grothe (* 30. Januar 1886 in Hamburg; † 27. März 1959 in Ratzeburg) war ein deutscher Politiker (NSDAP) und SA-Führer.

## Leben und Wirken
Nach dem Besuch der Oberrealschule in Hamburg-Uhlenhorst absolvierte Grothe von 1901 bis 1904 eine dreijährige kaufmännische Lehre im Hamburger Im- und Exporthaus. Anschließend arbeitete er als kaufmännischer Angestellter in Hamburger Exporthäusern. In den Jahren 1906 bis 1927 war Grothe in seinem Beruf in Westafrika, z. B. Nigeria und an der Goldküste tätig, zunächst als Angestellter, dann als Leiter der Niederlassungen der Hamburger Exporthäuser Deutsche Kamerun-Gesellschaft und Findlay & Co. Unterbrochen wurde diese Tätigkeit durch eine vierjährige Internierung seitens der Briten, in deren Herrschaftsbereich Grothe sich zu Beginn des Ersten Weltkrieges befand, in den Jahren 1914 bis 1918. Nach Kriegsende war Grothe außerdem vorübergehend bei der Behörde für öffentliche Jugendfürsorge in Hamburg. 
1927 kehrte Grothe nach Deutschland zurück, wo er als Prokurist und Einkäufer bei der Hamburger Firma Findlay & Co. tätig war.
Zum 1. August 1930 trat Grothe in die NSDAP ein (Mitgliedsnummer 305.307). Seit 1931 engagierte er sich in der Auslandsorganisation der NSDAP und wurde infolgedessen zum Gauamtsleiter ernannt, während er in der SA den Rang eines Standartenführers erreichte. In der Auslandsorganisation regte er vor allem an, in den meisten Ländern NSDAP-Auslandsgruppen zu bilden. Ab 1937 war er selbst für den Bericht Nordamerika in der AO zuständig. Am 10. Mai 1941 wurde er SA-Oberführer.
Von März 1936 bis zum Ende der NS-Herrschaft im Frühjahr 1945 saß Grothe außerdem als Abgeordneter für den Wahlkreis 30 (Chemnitz-Zwickau) im nationalsozialistischen Reichstag.